# محمد حمود الحارثي
محمد حمود الحارثي هو مغني وملحن يمني مشهور، يعتبر فنان اليمن الأكثر شهرة.

## النشأة
وُلد في عام 1355 هـ / 1935 م في مدينة كوكبان في محافظة المحويت، و فيها نشأ في حجر عمه ( علي يحيى)،لأنّ أباه كان مسافرًا في بلاد الحبشة، فالتحق ببعض الكتاتيب، ثم انتقل إلى المدرسة العلمية في مدينة كوكبان،فدرس فيها علوم الفقه و اللغة العربية، و من مشائخه: العلامة (يحيى حسين علي شرف الدين)، و (محمد قاسم الشامي) ، واشتهر في هذه المدرسة بجمال صوته، وجودة ترتيله للقرآن الكريم.

## البداية
عمل بعد تخرّجه في زراعة الأرض، ثم انتقل إلى مدينة صنعاء عام 1377هـ/ 1957م، فتعيّن عضوًا في الفرقة الموسيقية التي تشكّلت بعد قيام الثورة الجمهورية عام 1382هـ/ 1962م بأسابيع قليلة، ثم عمل أمينًا للمكتبة الفنية في إذاعة صنعاء، ثم أحيل إلى التقاعد.
بدأ الغناء، وهو في العاشرة من عمره، فكان يغني لزملائه في الكتاب، ولما عمل بالزراعة تأثّر كثيرًا بالأهازيج الشعبية التي تنشد في المواسم الزراعية المختلفة، كانت تصل إليه سرًّا بعض إسطوانات غنائية بأصوات عدد من مطربي ذلك العصر في عدن مثل: (أحمد عبيد قعطبي)،و(علي باشراحيل)،و(إبراهيم الماس)، ولمّا انتقل إلى مدينة صنعاء تعرّف في مجالسها على عدد من الفنانين أمثال علي بن علي الآنسي، وأحمد السنيدار، فبدأ يمارس الغناء في هذه المجالس،

## ما بعد الشهرة
بعد قيام الثورة الجمهورية سجّل الفنان الحارثي لإذاعة صنعاء عددًا من الأناشيد الثورية مثل: (سحقنا الطغاة)، و(الجمهورية فيها الحرية)، و(يا سبتمبر يا مرج التاريخ الأخضر)، كما سجّل أولى أغانيه العاطفية، وهي أغنية (حُميّمةْ)، وفي عام 1390هـ/ 1970م ذاعت شهرته بعد أن أنشد (هذه أرضي وهذا وطني)، ثم توالت بعد ذلك إصداراته الغنائية. اشتهر إلى جانب أناشيده الثورية، وأغانيه الزراعية والعاطفية بأدائه للونين التراثيين: (الكوكباني)، و(الصنعاني)، وتعامل مع كثير من شركات الإسطوانات في صنعاء وعدن، وسجل عددًا كبيرًا من أشرطة الكاست . 

### من أشهر أغانيه
- ردَّ السلام
- يا فرحتي للرعية
- ما أجمل الصبح
- الشوق أعياني
- عليك سمّوني وسمسموني
- جلَّ من نفّس الصباح
- خلّي جفاني بلا سبب.
- يازين ياحالي البنان

### من الشعراء الذين كتبوا له نصوصه الغنائية
- حسين بن علي حمود شرف الدين
- عبدالله بن يحيى بن عبدالوهّاب بن نعمان الفضول
- عثمان أبوماهر
- مطهّر الإرياني
- محمد الذهباني
- أحمد العمّاري
- عبدالله هاشم الكبسي.

شارك في المهرجانات، والأسابيع الثقافية اليمنية في عدد من البلدان العربية والأجنبية، مثل: ليبيا، وتونس، والمغرب والسعودية، ودول الخليج العربي، وأمريكا، وبريطانيا، وألمانيا، وفرنسا، ومنح عام 1425هـ/ 2004م درع صنعاء عاصمة الثقافة، وهو عضو في لجنة تحكيم جائزة رئيس الجمهورية في الفنون.

## حياته شخصية
متزوّج وأب لأربعة أبناء، وبنتين، وله ثلاثون حفيدًا قبل وفاته، وقد اشتهر من أبنائه عازف الكمان (عبد الباسط الحارثي).

## الوفاة
توفي يوم الخميس الخامس من يوليو 2007 عن عمر ناهز الثانية والسبعين عاماً، ودفن في مقبرة شبام كوكبان في صباح اليوم التالي لوفاته.